# Isabelle de Croÿ
Pour les articles homonymes, voir Isabelle-Antoinette de Croÿ.

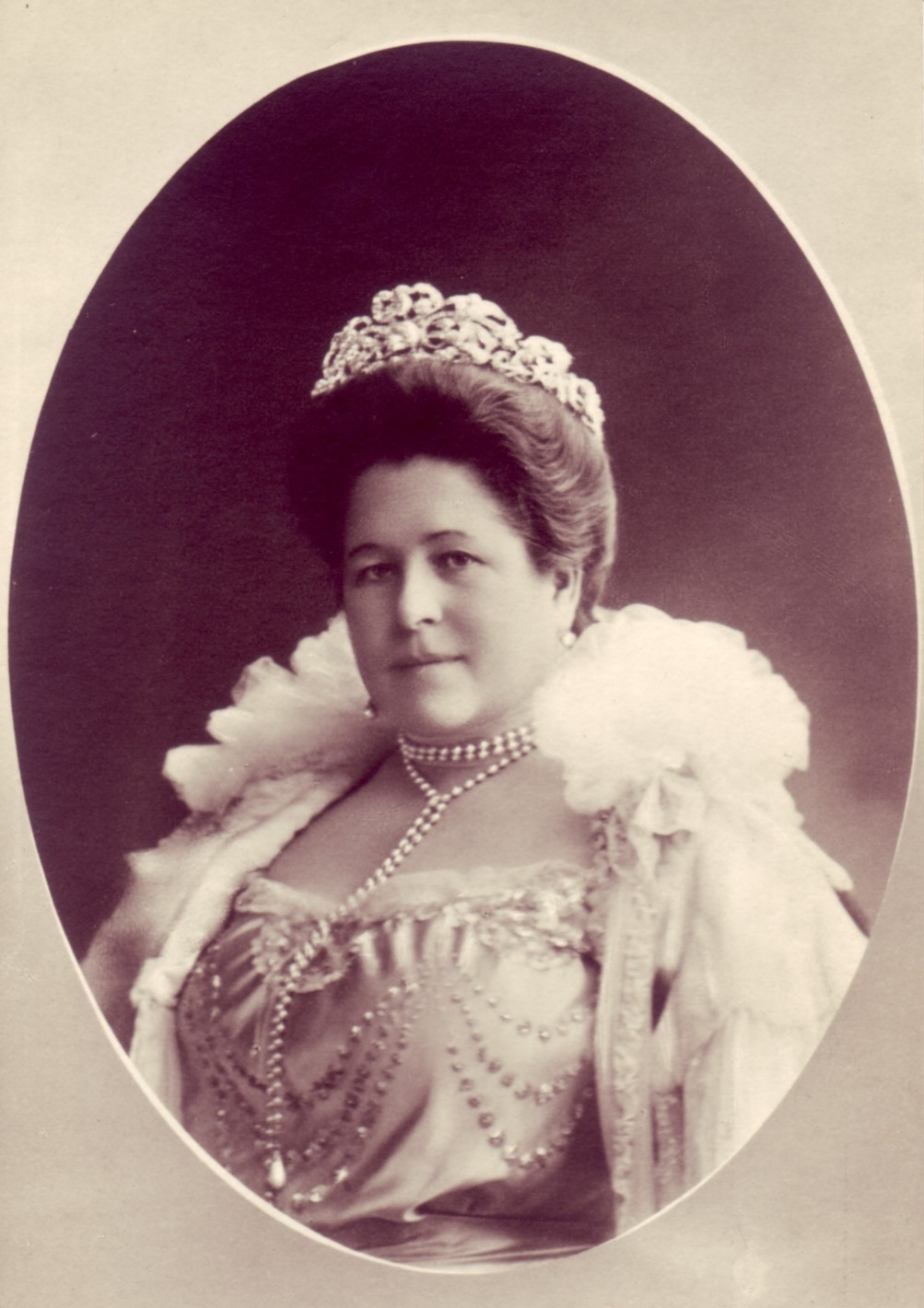
L'archiduchesse Isabelle vers 1907.

Nathalie Isabelle Hedwige Françoise de Croÿ, princesse de Croÿ puis, par son mariage, archiduchesse d’Autriche et duchesse de Teschen, est née à Dülmen, en Westphalie, le 27 février 1856, et est morte à Budapest, en Hongrie, le 5 septembre 1931. C’est un membre de la famille impériale austro-hongroise et une photographe.

## Famille
Issue de la branche westphalienne de la Maison de Croÿ, la princesse Isabelle est la fille du prince Rodolphe de Croÿ (1823-1902) et de sa première épouse la princesse Nathalie de Ligne (1835-1863).
Le 8 octobre 1878, la princesse Isabelle épouse, au château de l'Hermitage de Condé-sur-l'Escaut, en France, l’archiduc Frédéric d'Autriche (1856-1936), futur duc de Teschen, lui-même fils de l’archiduc Charles-Ferdinand d’Autriche (1818-1874) et de son épouse l’archiduchesse Élisabeth d’Autriche (1831-1903).
Neuf enfants, dont huit filles, sont nés de cette union :
- Marie-Christine d'Autriche-Teschen (née à Cracovie le 17 novembre 1879 et morte à Anholt le 6 août 1962), en 1902 elle épouse Emmanuel, prince de Salm-Salm (1871-1916), dont cinq enfants ;
- Marie-Anne (née à Linz le 6 janvier 1882 et morte à Lausanne le 25 février 1940), en 1903 elle épouse le duc Élie de Bourbon-Parme (1880-1959), dont huit enfants ;
- Henriette d'Autriche-Teschen (née à Presbourg en Autriche-Hongrie — aujourd'hui Bratislava en Slovaquie — le 10 janvier 1883, et morte à Mariazell, Autriche, le 2 septembre 1956), en 1908 elle épouse le prince Gottfried von Hohenlohe-Schillingsfürst (1867-1932), dont trois enfants ;
- Nathalie d'Autriche-Teschen (née à Presbourg en Autriche-Hongrie le 12 janvier 1884, et morte dans la même ville, le 23 mars 1898) ;
- Stéphanie d'Autriche-Teschen (née à Presbourg en Autriche-Hongrie le 1er mai 1886, et morte à Ostende, Belgique, le 29 août 1890) ;
- Gabrielle d'Autriche-Teschen (née à Presbourg en Autriche-Hongrie le 14 septembre 1887, et morte à Budapest, Hongrie, le 15 novembre 1954), célibataire ;
- Isabelle d'Autriche-Teschen (née à Presbourg en Autriche-Hongrie le 17 novembre 1888, et morte à La Tour-de-Peilz, Vaud, Suisse, le 6 décembre 1973), en 1912 elle épouse Georges de Bavière (1880-1943), petit-fils de l'empereur François-Joseph Ier (mariage annulé en 1913) ;
- Marie Alice d'Autriche-Teschen (née à Presbourg en Autriche-Hongrie le 15 janvier 1893, et morte à Halbturn, Autriche, le 1er janvier 1962), en 1920 elle épouse Frédéric, baron Waldbott von Bassenheim (1889-1959), dont six enfants ;
- Albert d'Autriche-Teschen (né au château de Weilburg le 24 juillet 1897, Autriche-Hongrie, et est mort en exil le 23 juillet 1955, à Buenos Aires, en Argentine), duc de Teschen, il contracte trois unions morganatiques : 1) en 1930 avec Irene-Dora Lelbach (1897-1985), divorce en 1937, épouse 2) Katalin Bocskay de Felsö-Bánya (1909-2000), dont deux filles, divorce en 1951, épouse 3) en 1951 Lydia Strauss, sans postérité.

## Biographie

### Un mariage prestigieux

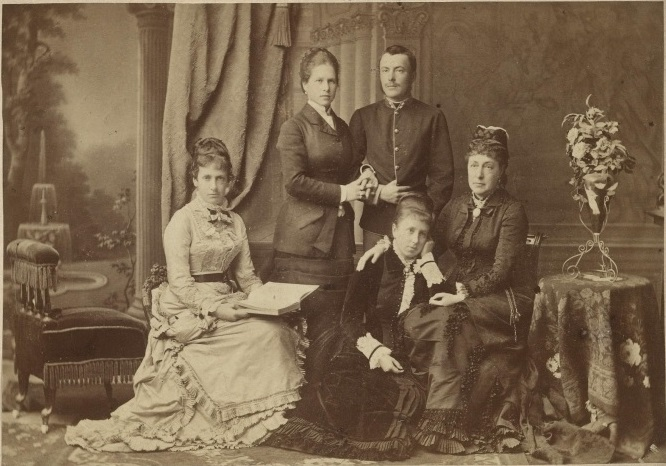
Sur cette photo, l'archiduc Frédéric et son épouse Isabelle (debout, au deuxième plan) sont accompagnés des archiduchesse Élisabeth (à droite) et Marie-Christine d'Autriche (à gauche) et de la princesse Marie-Thérèse de Modène (au milieu), respectivement mère, sœur et demi-sœur de Frédéric.

Issue de la Maison de Croÿ, médiatisée au début du XIXe siècle, la princesse Isabelle conclut, en 1878, un mariage prestigieux avec l’archiduc Frédéric d’Autriche-Teschen, membre d’une branche cadette de la Maison de Habsbourg-Lorraine.
L'année suivante, sa belle-soeur l'archiduchesse Marie-Christine épouse le roi Alphonse XII d'Espagne qui meurt prématurément en 1885. Peu après, la reine d'Espagne met au monde un fils pour lequel elle assumera la régence jusqu'en 1902.
En 1895, l’archiduc Albert d’Autriche, oncle de Frédéric et chef de la branche de Teschen, trouve la mort et l’archiduc Frédéric et son épouse héritent de la majeure partie de son immense fortune : d’importantes propriétés situées à Ungarisch-Altenburg (aujourd'hui Mosonmagyaróvár en Hongrie), Bilje (actuellement en Croatie), Saybusch (aujourd'hui Żywiec en Pologne), Seelowitz (aujourd'hui Židlochovice) et Frýdek en République tchèque, ainsi que Pressburg (aujourd'hui Bratislava en Slovaquie) et à Vienne, avec le Palais de l'archiduc Albert et ses superbes collections d’art.

### Une princesse engagée
Femme de goût et d’esprit, l'archiduchesse Isabelle soutient son époux dans la gestion de ses domaines. Mère d’une famille nombreuse, elle élève avec soin son fils et ses filles, avec l’espoir qu’ils réaliseront de brillantes alliances matrimoniales, une fois devenus adultes. Comme toutes les dames de son milieu et de son époque, l'archiduchesse soutient nombre d’œuvres de bienfaisance. Elle soutient ainsi le développement économique et social de la Hongrie en y appuyant l’artisanat traditionnel (broderie, crochet) ainsi que l’éducation des enfants et des femmes.
Passionnée par la langue et la culture tsiganes (comme son cousin, l’archiduc Joseph), Isabelle est également une joueuse de tennis reconnue et une photographe talentueuse, dont nombre de clichés ont été exposés et publiés (en 1904 et 1905, notamment). Certaines de ses œuvres possèdent d’ailleurs aujourd’hui un intérêt ethnographique certain.

### Un projet matrimonial qui s’effondre
Nièce par alliance de la reine des Belges, belle-soeur de la reine d'Espagne et de la future reine de Bavière, l'archiduchesse nourrit l'espérance de voir une de ses filles épouser l'héritier du trône austro-hongrois. En 1898, l’archiduc François-Ferdinand d'Autriche, neveu et héritier de l’empereur François-Joseph, passe plusieurs semaines chez l’archiduchesse et son époux, à Halbturn.
Cependant, l’archiduchesse découvre un jour avec stupéfaction que François-Ferdinand porte sur lui un médaillon qui contient la photo de l’une de ses dames d’honneur, Sophie Chotek, au lieu du portrait de l’une de ses filles. Scandalisée par ce qu’elle considère comme une relation inégale, l’archiduchesse devient alors l’ennemie jurée du jeune couple et tente par tous les moyens de rendre impossible leur union.
Après cet événement, Isabelle conserve une haine profonde pour les mariages morganatiques. Elle tente ainsi sans succès d’empêcher son propre neveu, le prince Charles de Croÿ, d’épouser, en 1913, la roturière américaine Nancy Leishman.

### Première Guerre mondiale
En 1914, l’archiduc Frédéric décide de se retirer de l’armée, à la suite des demandes de son épouse qui refuse de le voir passer un jour sous les ordres de François-Ferdinand. Mais, lorsque l’héritier du trône et son épouse sont assassinés à Sarajevo le 28 juin, Isabelle persuade son époux de rester temporairement à son poste.
Pendant plusieurs années, Frédéric sert l’Autriche-Hongrie contre les forces de l’Entente. Cependant, lorsque l’empereur Charles Ier succède à François-Joseph Ier sur le trône en 1916, celui-ci décide de démettre son oncle de ses fonctions et de le remplacer. Toujours aussi ambitieuse, Isabelle prend le geste du nouvel empereur pour une insulte personnelle. Elle est par ailleurs choquée que le souverain ne soit pas plus proche de son gendre et de sa fille, pourtant frère et belle-sœur de l’impératrice Zita.

### Après l’Empire
Le 1er décembre 1918, l’archiduc Frédéric prend définitivement sa retraite de l’armée. Peu de temps après, l’Autriche-Hongrie s’effondre et les gouvernements des États qui succèdent à l’Empire exproprient largement les biens de l’ancienne dynastie. La branche de Teschen perd ainsi de nombreuses propriétés nationalisées par la toute nouvelle Tchécoslovaquie. L'archiduc s'éteindra en 1936 à l'âge de 80 ans.
Malgré les difficultés, Isabelle cherche à profiter de l’éclatement de l’Empire pour mettre en avant sa progéniture. Après l’échec de la restauration de l'empereur et roi Charles Ier à Budapest en 1921, l’archiduchesse cherche à placer son fils Albert sur le trône royal de Hongrie. Le projet est un échec, mais l’archiduc conserve, dans le pays, une forte popularité durant toute la régence de Horthy. Favorable à l'alliance avec le Troisième Reich, il devra s'exiler en Argentine à la fin de la Seconde Guerre mondiale.

### Décès et inhumation
L’archiduchesse trouve la mort dans un sanatorium de Budapest le 5 septembre 1931, à l’âge de 75 ans. Elle est inhumée dans l’église Saint-Gotthard de Mosonmagyaróvár.

## Honneurs
Isabelle de Croÿ est :
- Dame noble de l'ordre de la Croix étoilée, Autriche-Hongrie ;
- Grand-croix de l'ordre d'Élisabeth (Autriche-Hongrie) ;
- Dame de l'ordre de Sainte-Élisabeth, Royaume de Bavière ;
- Dame noble de l'ordre de la Reine Marie-Louise d'Espagne (30 août 1883) ;
- 2e classe de l'ordre d'Aftab (Perse).
- Dame d'honneur de l'ordre de Thérèse (Royaume de Bavière) ;
- Dame Bailli Grand-croix d'honneur et de dévotion de l'ordre souverain de Malte.